# Sarah Conrad
Sarah Conrad née le 9 mars 1985 est une snowboardeuse canadienne.
Elle participe pour la première fois à une épreuve de la coupe du monde de snowboard en décembre 2002 à Whistler en Colombie-Britannique. Elle obtient son premier podium en coupe du monde à Stoneham-et-Tewkesbury au Québec en mars 2008 où elle prend la deuxième place. Et en mars 2009, elle gagne une médaille de bronze à Valmalenco en  Italie.
Sa meilleure performance en championnat du monde est une douzième place obtenue en 2009.
Elle participe à ses premiers jeux olympiques à Turin en 2006, où elle ne parvient pas à se qualifier pour la finale.
Elle fait partie de la sélection canadienne pour les jeux olympiques de Vancouver.

## Podiums en coupe du monde[1]
| Date         | Lieu                   | Rang               |
| 9 mars 2008  | Stoneham-et-Tewkesbury | Médaille d'argent  |
| 21 mars 2009 | Valmalenco             | Médaille de bronze |

## Source
- (en) Cet article est partiellement ou en totalité issu de l’article de Wikipédia en anglais intitulé « Sarah Conrad » (voir la liste des auteurs).